# 性欲喚起のための性的拒否
性欲喚起のための性的拒否（せいよくかんきのためのせいてききょひ、英: Erotic sexual denial)または焦らしプレイ（じらしプレイ）とは、性的関係または性行為中において、服従側パートナーの性的興奮または性的緊張を高めるため、当人の性的行動の一部を制限または禁止する行為のこと。一般的に、どういった行為をどの程度の期間禁止するかは、支配側パートナーに委ねられる。性的拒否の多くは、性行為のひとつとして性的パートナー同士の間で行われるものであるが、私的なプレイとして個人の中で完結して行われることもある。 
性的拒否の方法としては、オーガズム管理、射精管理、そして性行為の制限が挙げられる。オーガズム管理（俗にいう「寸止め」、英：Edging）とは、服従側パートナーの性的興奮状態を長時間維持させつつも、オーガズムに達することのないようにする方法である。射精管理とは、服従側パートナーの射精のタイミング・方法の一切が支配側へと委ねられることである。射精管理を通じて成される服従側パートナーからの性的快感の剥奪は、性器への接触や完全な勃起状態を物理的に妨げる貞操具などを用いておこなわれることが少なくない。また、性的拒否のその他の手段として、サイコロや運まかせのゲームによって口淫やセックスなどの性行為の禁止期間を決める、といったものある。 
性的拒否はBDSMやボンデージ、性的ロールプレイと並行して行われることも多い。 

## 拒否の実施例

### 緊縛責め（Tie and Tease)
ボンデージや緊縛は、性的なプレイの中でパートナーのオーガズムを制御するためによく利用されることから、焦らしプレイの一種であるとみなされる。ボンデージによって強調される救いのない状況によって、性的欲求不満がさらに高められることから、緊縛責めは物理的な行為であると同時に心理的要素も大きいとも言える。     

### 焦らし責め（Tease and Denial)
焦らし責めは、性的刺激によって服従側パートナーの性的興奮を極度まで高めた状態で、刺激を中断することで、服従側パートナーをオーガズムの瀬戸際に留め置く行為である。俗に「寸止め」（エッジングとも、英：Edging）とも呼ばれる。これはオーガズム管理に近いが、最終的にオーガズムへと至ることが約束されているわけではない。 
刺激が与えられていない状態で訪れるオーガズムは「ルーインド・オーガズム」（台無しオーガズムとも、英: Ruined orgasm）と呼ばれることがある。これは、オーガズム中の外的な刺激がないばかりでなく、寸止め中に責められる側が感じる「拒否のオーガズム」の終焉を意味するため、このように呼ばれる。拒否のオーガズムは、男性の場合ブルーボールズ（睾丸の不快感、英: Blue balls）と呼ばれる、睾丸の鈍い痛みや、予想外の収縮により射精時の精液の放出の妨害（閉塞オーガズム）を伴うことがある。 
パートナーとの関係によるが、オーガズムのポイント近くまで何度も繰り返し焦らされることで、服従側パートナーのなかに激しい性的興奮と心理的欲求が生まれる。

### 完全拒否
完全拒否は、陰茎または大陰唇への性的刺激を一切避けるというだけの拒否である。貞操帯のような、物理的な妨げ、または器具を用いて行われることもある。貞操帯は、男性用と女性用のそれぞれが市販されている。貞操帯などの器具による性器へのガードがあったとしても、器具や状況によっては、性的興奮が可能になる場合がある。   

### 男性へのペニスバンド装着
服従側の男性が性的刺激を与えられることが禁じられている状況でも、挿入を伴うセックスを行えるようにするために、男性がペニスバンドを装着させられることがある。ペニスバンドによって、男性が貞操帯を装着したままでも、女性は挿入によって快感を得られる。これは、陰茎をペニスバンドで置き換えるだけのものであり、女性が男性に挿入する逆アナル（Pegging）とは異なる。    
これは、貞操帯が行為中に一貫して施錠されている場合には完全拒否の派生と言えるが、前戯中にのみペニスバンドが装着される場合には焦らしプレイの一種といえる。後者においては、例えば早漏に悩む男性が、女性に十分な性的満足を与えるために総挿入時間を長くするため、といった目的があることもある。

## BDSMにおける支配の一形態として
性欲喚起のための性的拒否は、主従関係をさらに強化するためにも用いられる。性的拒否によって、服従側が当人同士の約束・課題を守れなかった場合、支配側からさらなる罰をうけたり、拒否の期間が延長されるからである。一方、BDSMと関係なく親密な関係にある者同士が、オーガズム拒否を実践することもできる。 
射精管理のようなオーガズム拒否は、支配側に服従側の生活のあらゆる側面をコントロールすることを可能にする。そのため、BDSMの関係の深化・延長、あるいはそういった関係を――常にではないが――確立させるために利用されることもよくある。支配者にとっては、服従側に対する性的支配の強化、自身の性的魅力の向上、性的に優位な立場の維持といったメリットがある一方で、服従者も、自らが支配側の性的所有物にされる感覚や、被支配感を享受できる。
オーガズム拒否はまた、オーガズムを我慢するトレーニングを通じて性的刺激への耐性を養ったり、オーガズムが許可制であることを教え込むためにも利用できる。オーガズム拒否は、服従側の家事・異性装・支配側による体液の強制摂取など、他の形態の性的屈辱を伴うこともある。 これらの行為は罰あるいは解放の条件として、または単に支配側の気まぐれで行われうる。

## 関連文献

### 英語文献
- Georgia Ivey Green, A KeyHolder's Handbook, Georgia Ivey Green, 2013
- Georgia Ivey Green, Ultimate Guide to Tease and Denial, CreateSpace Independent Publishing Platform, 2015
- Ken Addison, Around Her Finger, Venus, 2004
- Lucy Fairbourne, Male Chastity: A Guide for Keyholders, Velluminous Press, 2015
- Elise Sutton, Female Domination, LULU, 2003
- Barbara Wright Abernathy, Venus on Top, Oakhill Press, 2010
- Georgeann Cross, Sexual Power for Women, Georgeann Cross, 1997